# Drogosław (herb szlachecki)
Drogosław – herb szlachecki.

Herb

Jest m.in. elementem herbu gminy Dopiewo. Dawniej jej teren niemal w całości należał do rodu Drogosławów, który był bardzo znany w średniowieczu i w czasach swojej świetności posiadał wiele ziem w Wielkopolsce.

## Opis herbu
W polu czerwonym na barku srebrnej połutoczenicy takaż rogacina opierzona w słup. Klejnot: 5 strusich piór.
Herb trafił do Polski ze Śląska. Miało to miejsce w roku 1333, za panowania króla Kazimierza Wielkiego.
Istnieje również herb Drogosław II, który różni się od normalnej wersji herbu tym, że ma niebieskie pole.

## Legenda herbowa
Kiedy wróg otoczył pierścieniem oddział wojska, przodek rodu (mający na imię Drogosław) dzięki swej odwadze i swojemu mieczowi zdołał przerwać okrążenie. Drogosław jako pierwszy pieczętował się tym herbem i od jego imienia herb otrzymał nazwę. 

## Herbowni
Herbowymi Drogosława są: Truszkowscy, Buchowieccy, Bucholcowie, Ostrejkowie, Szczanowscy, Więckowscy, Czaplińscy, Skórzewscy, Wiedzkowscy, Dąbrowscy, Truszkowscy, Bukowińscy, Bukowieccy, Bartoszewscy, Rdułtowscy, Gorzyccy, Herstopscy (Hersztopscy), Kuszle, Srzemscy, Tołwińscy.